# ОШ „Вук Караџић” Мајиловац
ОШ „Вук Караџић” у Мајиловцу, насељеном месту на територији општине Велико Градиште, државна је установа основног образовања.
Прво одељење школе отворено је јануара месеца 1902. године. 

## Издвојена одељења
Прва основна школа у Курјачу основана је 1832. године. Континуиран рад школе у Курјачу почео је 1851. године, а образовно-васпитни рад се сада обавља у лепој, новој згради израђеној 1992. године. 
Школа у Сиракову основана је далеке 1895. године, а њен први учитељ био је Никола Ј. Селић. 
Школа у Ђуракову почела је да ради око 1917. године. Први учитељ био је Милутин Петровић. 